# آرون یاکوبیشویلی
آرون یاکوبیشویلی (گرجی: აარონ იაკობიშვილი؛ زادهٔ ۶ مارس ۲۰۰۶) بازیکن فوتبال اهل مجارستان است که در حال حاضر برای بارسلونا اتلتیک در پست دروازه‌بان بازی می‌کند.
وی همچنین در تیم‌های ملی فوتبال زیر ۱۷ سال و زیر ۱۸ سال مجارستان بازی کرده است.